# Ruská zmrzlina
Ruská zmrzlina (rusky Советское мороженое, sovětská zmrzlina) se začala v Sovětském svazu průmyslově vyrábět ve 30. letech 20. století, v Československu známá smetanová zmrzlina v oplatce až ve 40. letech. Rozmach státního zmrzlinového monopolu byl přerušen druhou světovou válkou a pokračoval až v poválečných 60. letech. V 80. letech 20. století bylo v SSSR na její výrobu postaveno 25 nových továren. Zmrzlina byla vyvážena i do zemí východního bloku.
Po společenských změnách v 90. letech začaly ruský trh zaplavovat dovážené mražené výrobky, které byly vyráběny převážně z rostlinných tuků, ale konkurovaly zejména cenou. Ruští výrobci poukazovali na kvalitu své zmrzliny, ale i oni jsou nuceni pod ekonomickým tlakem snižovat obsah tuků.
Ruská zmrzlina je i na pultech českých obchodů, většinou však není dovážená z Ruska, šlo jen o obchodní název. Ruská zmrzlina se v Česku prodává například pod značkou Prima Ruská zmrzlina, Originál Ruská Zmrzlina, Tesco Ruská zmrzlina, Fine Life Ruská zmrzlina a ARO Ruská zmrzlina. Po ruské invazi na Ukrajinu výrobce ruské zmrzliny značky Prima, společnost Bidfood Czech Republic, v únoru 2022 uvedl, že výrobek přejmenuje na Ukrajinskou zmrzlinu. Chce tak vyjádřit solidaritu s Ukrajinou, která čelí útoku ruské armády. Prima Ruská zmrzlina se však i nadále prodávala pod stejným názvem, jen došlo k dočasnému přelepení slova „ruská“ ukrajinskou vlajkou. Od roku 2023 se prodává pod názvem „Tradiční zmrzlina od Mrazíka“. Některé další značky zmrzlin (RIOS, Originál, BILLA) přejmenovaly Ruskou zmrzlinu na Smetanovou zmrzlinu.

## Historie
Dne 26. října (8. listopadu) 1917 byl v Sovětském Rusku vytvořen Lidový komisariát pro zahraniční záležitosti (NKID), který uzavřel hranice pro běžnou osobní turistiku. První skupina amerických turistů směla do Sovětského svazu přicestovat až v srpnu 1926. Jako první sovětský občan navštívil Ameriku (i když neoficiálně) nejprve Sergej Michajlovič Ejzenštejn v roce 1930.
Na přelomu let 1935/36 podnikli cestu do USA spisovatelé Ilf a Petrov. Reportáž vyšla na podzim 1936 nejprve v časopise Znamja (č. 10 a 11) a později v létě 1937 ji vydali jako knihu. V srpnu 1936 doporučil generální tajemník komunistické strany (Stalin) svému lidovému komisaři pro potravinářský průmysl Mikojanovi, aby netrávil dovolenou jako obvykle na Krymu, ale odcestoval do Ameriky.
Oděsská zmrzlina. Moskevské „Izvěstija" sdělují, že každodenní čerstvá zmrzlina dopravuje se z Oděssy do Nikolajova letadly. Je to ovšem úctyhodný výkon, ale — proč nemohou v Nikolajevě také poříditi dobrou zmrzlinu a čekají každodenně na zásilku z Oděssy? Táže se zmíněný list, ale sám odpovědi na tuto otázku nedává. 
Národní listy, 7.4.1936
Mikojan, který kvůli zrušené dovolené směl vzít s sebou i svou ženu, odcestoval s malou delegací do New Yorku a odtud do vnitrozemí, kde navštívil: výrobu chladniček pro skladování ryb a masa, továrny na výrobu zmrzliny a vločkového ledu, továrnu na mražené kachny, konzervárny masa a ryb; tovární velkopekárny, cukrovary a továrny na výrobu sušenek, sušeného mléka a majonézy, ovesných vloček, kombináty na výrobu čokolády a cukrovinek, baleného čaje, kávy a kakaa, továrny na výrobu jablečných a pomerančových džusů a rajčatových výrobků, mrazírny a konzervárny ovoce, výrobny sektu a limonád a nealkoholických nápojů, pivovary, drůbežárny a jatka. Mikojana ve státech zaujal pouliční prodej hamburgerů (котлет), jejichž výrobu po svém návratu zavedl také v SSSR.
Vedle tovární výroby karbanátků z mletého masa v housce (Горячие Московские котлеты с булочкой) ho zajímala také americká průmyslová výroba zmrzlinového smetanového krému (icecream/mražená smetana), jež obsahoval průměrně 14 procent máslového tuku, 11 procent mléčné sušiny a 15 procent cukru. Proto také zmrzlina v ruštině obdržela název „slivočnoje moroženoje“. Pokud zmrzlina obsahovala 4-6 procent máslového tuku, nazývala se podle amerických norem icemilk (ledové mléko) a pokud byla vyrobena z méně než 2 procent máslového tuku, jednalo se o shorbet (připomínající tehdy v Československu vyráběnou zmrzlinu).
První závod na výrobu zmrzliny (slivočnoje moroženoje) nechal Mikojan zřídit v Rostově na Donu. Zmrzlina se v SSSR sice vyráběla podle amerického receptu, ale její výroba byla přizpůsobena sovětským podmínkám. V USA se vyráběla ze sušeného mléka, jehož výroba v té době v SSSR neexistovala. Proto se zmrzlina vyráběla z čerstvého mléka v provozech (холодильники/cholodilniki), které se zřizovaly při mléčných kombinátech. Slivočnoje moroženoje obsahovalo 13 procent smetany, 20 procent cukru a 7 procent žloutků.
Za pomoci suchého ledu mohla být zmrzlina rozvážena na daleké vzdálenosti. Jak v USA tak i v SSSR se do zmrzlinové směsi přidával agar z mořských řas nebo želatina, což zamezovalo tvoření větších krystalků a zmrzlina si udržela svou hebkost, zachovávala svůj tvar a netála tak rychle.